# Werner Laskowski
Werner Friedrich August Laskowski (* 25. August 1908 in Goldap; † 9. Juni 1973 in Kiel) war ein deutscher Verwaltungsbeamter.

## Leben
Als Sohn eines Obergerichtsvollziehers geboren, studierte Laskowski nach dem Besuch des Reform-Realgymnasiums in Goldap Rechts- und Staatswissenschaften in Jena und Königsberg. Nachdem er zu Schulzeiten dem Primanercorps Lito-Masovia Goldap angehört hatte, wurde er während seines Studiums in Jena 1929 Mitglied der Burschenschaft Arminia auf dem Burgkeller. Nach Examen und Referendariat wurde er 1937 Assessor am Amtsgericht Zinten und ging dann als Regierungsassessor in den preußischen Verwaltungsdienst. Er wurde Regierungsrat und Dezernent bei der Regierung in Arnsberg. Von 1939 bis 1945 diente er als Soldat im Zweiten Weltkrieg, zuletzt als Major der Reserve und Regimentskommandeur. Er wurde mehrfach verwundet und erhielt unter anderem das Eiserne Kreuz Erster und Zweiter Klasse. 1943 wurde er Landrat im Landkreis Friedeberg Nm. und floh 1945 nach Holstein. Als letzter Kampfkommandant der Stadt Heidenheim an der Brenz rettete er 1945 durch seine kampflose Übergabe die Stadt vor der Zerstörung. Zwischen 1946 und 1949 arbeitete er als Waldarbeiter, Wachmann und Sprengführer, und wurde dann Angestellter und Flüchtlingsberater beim Arbeitsamt Heide in Holstein. In Heide war er von 1950 bis 1953 als hauptamtlicher Stadtrat tätig. Ab 1953 war er Landrat z. Wv. im Schleswig-Holsteinischen Innenministerium. 1954 wurde er Regierungsrat und Oberregierungsrat, 1957 Regierungsdirektor in der Polizeiverwaltung. 1959 wurde er Oberstleutnant der Reserve der Bundeswehr. 1961 wurde er Ministerialrat im Schleswig-Holsteinischen Innenministerium und Leiter der Polizeiabteilung. 1967 wurde er Direktor des Statistischen Landesamtes Schleswig-Holstein.